# 2002-es wimbledoni teniszbajnokság

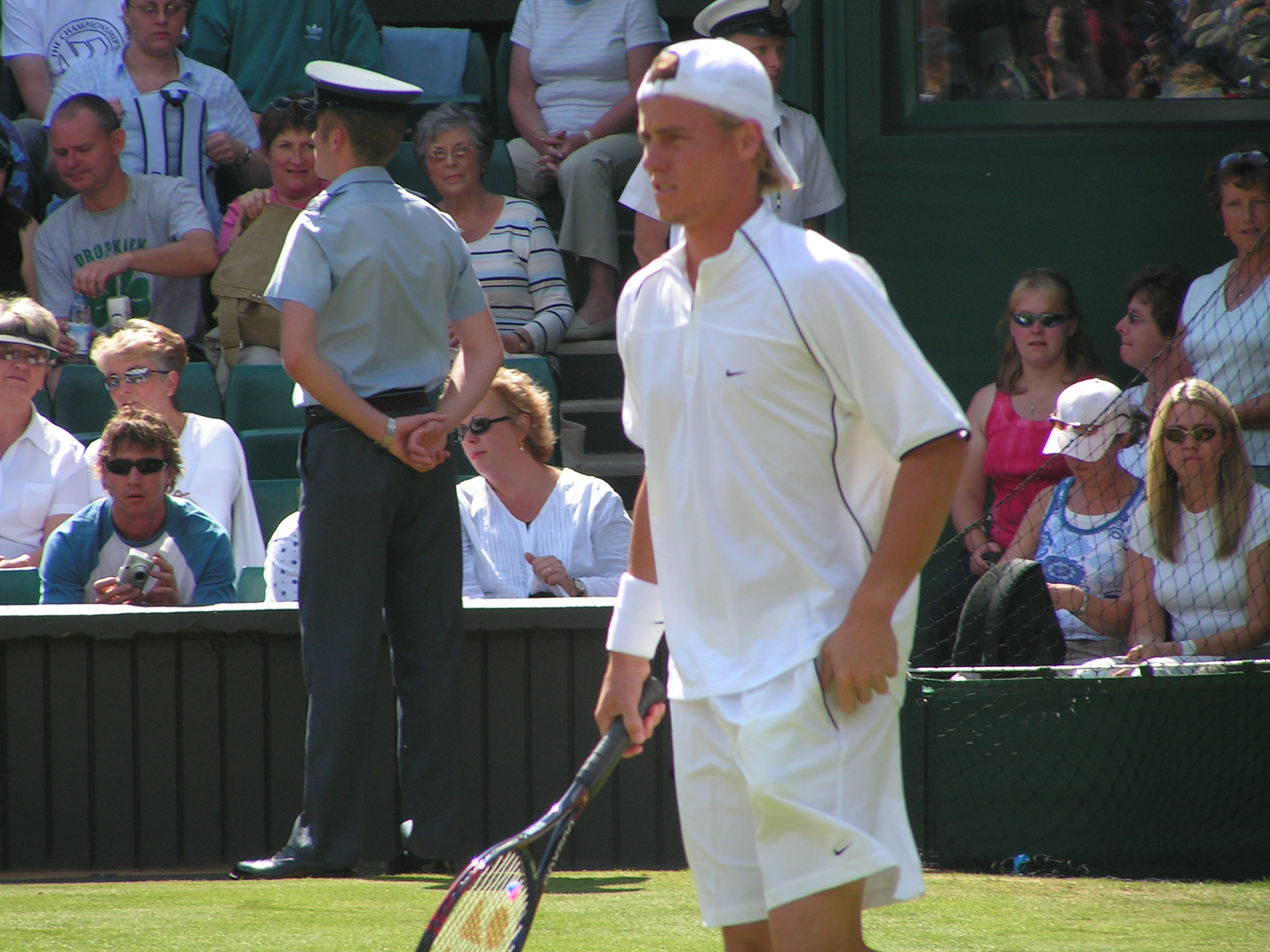
Lleyton Hewitt második Grand Slam-győzelmét aratta

A 2002-es wimbledoni teniszbajnokság az év harmadik Grand Slam-tornája, a 116. wimbledoni teniszbajnokság volt, amelyet június 24–július 7. között rendeztek meg.
A férfiaknál Lleyton Hewitt lett a bajnok, miután a döntőben legyőzte az első Grand Slam-döntőjén játszó David Nalbandiant. A nőknél a Williams-testvérpár vívta a döntőt, mely Serena győzelmével ért véget.

## Döntők

### Férfi egyes
Lleyton Hewitt –  David Nalbandian 6-1 6-3 6-2

### Női egyes
Serena Williams –  Venus Williams 7-6(4) 6-3

### Férfi páros
Jonas Björkman /  Todd Woodbridge –  Mark Knowles /  Daniel Nestor 6-1 6-2 6-7(6) 7-5

### Női páros
Serena Williams /  Venus Williams –  Virginia Ruano Pascual /  Paola Suárez 6-2 7-5

### Vegyes páros
Jelena Lihovceva /  Mahes Bhúpati –  Daniela Hantuchová /  Kevin Ullyett 6-2 1-6 6-1

## Juniorok

### Fiú egyéni
Todd Reid –  Lamine Ouahab, 7–6(5), 6–4

### Lány egyéni
Vera Dusevina –  Marija Sarapova 4–6, 6–1, 6–2

### Fiú páros
Florin Mergea /  Horia Tecău –  Brian Baker /  Rajeev Ram, 6–4, 4–6, 6–4

### Lány páros
Elke Clijsters /  Barbora Strýcová –  Ally Baker /  Anna-Lena Grönefeld, 6–4, 5–7, 8–6